# Pleurotus
Pleurotus é um género de fungos da divisão Basidiomycota (basidiomicetos), pertencentes à ordem Agaricales e à família Pleurotaceae. As espécies deste género são comummente conhecidas como pleurotos.
As espécies e linhagens deste género ostentam uma grande variedade de cores como azul-escuro, cinza-escuro, branco, castanho, amarelo, salmão e rosa. O píleo possui a forma de concha.

## Etimologia
O nome genérico, pleurotus, provém da aglutinação do étimo neolatino pleuro-, que signfica «lateral; ou relativo à pleura» com o étimo grego clássico οὖς (otus), que significa «orelha ou aleta».

## Espécies
- Pleurotus citrinopileatus
- Pleurotus cystidiosus
- Pleurotus djamor
- Pleurotus dryinus
- Pleurotus eryngii
- Pleurotus euosmus
- Pleurotus ostreatus (shimeji-preto)
- Pleurotus pulmonarius
- Pleurotus tuberregium
- Pleurotus nebrodensis-Classificado na IUCN Red List como em perigo crítico de extinção
- outras